# Calostoma tooteic
Calostoma tooteic — вид базидієвих грибів родини склеродермові (Sclerodermataceae). Описаний у 2023 році.

## Назва
Видова назва tooteic перекладається з мови міхе як «дощова нога» і вказує на довгу ніжку гриба, і те, що гриб росте під час сезону дощів.

## Поширення
Ендемік Мексики. Росте у горах Сьєрра-Міхе у штаті Оахака на півдні країни.

## Опис
Вид відрізняється від інших видів Calostoma тим, що екзоперидій драглистий, тонкий і ефемерний з віком; розмір спор: (11,3–)12,2–18,0(–19,2) × (8,5–)8,8–12,4(–12,8) мкм, Q= 1,11–1,81 мкм Qm=1,4 мкм і ніжка 1,5–5,0 см заввишки × 1,5–2,0 см в діаметрі

## Використання
Гриб використовується у їжу індіанцями з народу міхе.